# نقابة مرشدات أروبا
نقابة مرشدات أروبا هي المنظمة الإرشادية الوطنية في أروبا. تأسست المنظمة في عام 1941 وأصبحت عضوا منتسبا في الرابطة العالمية للمرشدات وفتيات الكشافة في عام 1993. المنظمة للفتيات فقط وتحوي 343 عضوا (اعتبارا من عام 2014).